# Авраам ван Рібек
Авраам ван Рібек (нід. Abraham van Riebeeck; 18 жовтня 1653, Капська колонія — 17 листопада 1713, Батавія) — вісімнадцятий генерал-губернатор Голландської Ост-Індії з 1709 по 1713 рік. Також є сином Яна ван Рібека, засновника Капської колонії та міста Кейптаун.

## Біографія
Авраам ван Рібек народився 18 жовтня 1653 року в Капській колонії. Його батько Ян ван Рібек був засновником цієї колонії і його мати, Марія де ла Келлері, була дочкою валлонського проповідника, причому дуже розумною, як говорили її сучасники. У 1662 році його батьки відпливли в Голландську Ост-Індію, а Авраама з його братом відправили до Голландії. З 1673 по 1676 рік він вивчав право в Лейденському університеті.
Після навчання став торговцем Голландської Ост-Індської компанії і відправився на кораблі «De Vrijheyt» в Батавію (1677 рік).
Він одружився з Елізабет ван Остен в 1678 році. У них було шестеро дітей: Йоханна Марія (1679—1759), Йоханнес (1691—1735), Елізабет (1693—1723) і троє інших, які померли в дитинстві.
Авраам був генерал-губернатором Голландської Ост-Індії з 1709 року і до своєї смерті в 1713 році. За цей короткий час Авраам організовував кілька дослідницьких операцій, в одній з якої, піднявшись на вулкан, був вражений дизентерією. Він не зміг оговтатися від хвороби і помер у місті Батавія 17 листопада 1713 року.